# والتر لايتون كلارك
والتر لايتون كلارك (بالإنجليزية: Walter Leighton Clark)‏ هو شخصية أعمال ومخترع ورسام أمريكي، ولد في 9 يناير 1859 في فيلادلفيا في الولايات المتحدة، وتوفي في 18 ديسمبر 1935 في Stockbridge, Massachusetts ‏ في الولايات المتحدة.